# Josep Àngel Saiz Meneses
Josep Àngel Saiz Meneses (Sisante, Conca, 2 d'agost de 1956) és un bisbe de l'Església Catòlica.
Va estudiar en el Seminari Major de Toledo (1977-1984) i va ser ordenat prevere a la catedral de Toledo el 1984. Va obtenir la llicenciatura a la Facultat de Teologia de Catalunya l'any 1993. El 2000 fou nomenat secretari general i canceller de l'arquebisbat de Barcelona. El 30 d'octubre 2001 va ser nomenat bisbe titular de Selemselae i auxiliar de Barcelona, essent ordenat el 15 de desembre d'aquell mateix any. El 15 de juny de 2004 va ser nomenat primer bisbe de la nova diòcesi erigida de Terrassa (precedent llunyà en l'antiga diòcesi d'Egara (segles V a VII), i ho fou fins al 17 d'abril de 2021. en la qual va fundar el Seminari Diocesà de Terrassa. A la Conferència Episcopal és el President de la Comissió Episcopal de Seminaris i Universitats. Anteriorment fou responsable del Departament de Joventut de la Comissió d'Apostolat Seglar i membre de la “Comissió de Vida Consagrada” com també, en un període anterior, membre de la Comissió de Catequesi i Ensenyament.
Amb data de 17 d'abril de 2021 ha estat nomenat arquebisbe de l'Arxidiòcesi de Sevilla.